# マルクス・ファビウス・ブテオ
マルクス・ファビウス・ブテオ（ラテン語: Marcus Fabius Buteo, 生没年不詳、紀元前3世紀）は、共和政ローマの政治家、軍人。

## 出自
パトリキであるファビウス氏族の出身。父も祖父もプラエノーメン（第一名、個人名）はマルクスである。ブテオのコグノーメン（第三名、家族名）はラテン語で船に舞い降りてきた「鷹」の意味で、吉兆とされる。紀元前247年の執政官ヌメリウス・ファビウス・ブテオは兄弟である。

## 経歴
紀元前245年に執政官（コンスル）に就任、同僚執政官はガイウス・アティリウス・ブルブスであった。フロルスによれば、アエギムルス（現チュニス沖のザンブラ島）近海でカルタゴ海軍に勝利したものの、嵐にあって戦利品を失ってしまったという。
紀元前241年の監察官（ケンソル）は、プレブス出身のガイウス・アウレリウス・コッタであろう名しかカピトリヌスのファスティから読み取れないものの、後に現存する最も早くケンソルを経験した者としてブテオが独裁官に選出されていることから、この時ブテオが務めたと考えられている。ケンスス（国勢調査）では、ローマの人口（市民権を有する成人男子のみ）は、260,000または250,000とされている。
紀元前218年、ブテオはカルタゴに対して最後通牒を突きつける使者の一人に選ばれた。そして第二次ポエニ戦争中、紀元前216年のカンナエの戦い後、既にマルクス・ユニウス・ペラが独裁官を務めているにもかかわらず、マギステル・エクィトゥム（副官）なしの独裁官に指名された。元老院議員は試算によれば定員200としても自然死で毎年6～7人の欠員が出ていたと予想されているが、これまでの戦争で大勢亡くなり、特にカンナエで戦死した議員は80名（ローマ建国史）とも90名（ペリオカエ）ともされ、ラテン植民市の元老院議員から補充することさえ話し合われていた。。
彼の任務は元老院議員を補充するために新たな者を登録することだったが、副官がおらず、二人の独裁官が並び立ち、また二人のケンソルでなく一人で元老院議員名簿を改訂する異常性を認め、紀元前220年のケンススで登録された者は除名しないことを宣言した。そして前220年以降、パトリキで政務官経験があって未だ議員となっていない者、次にアエディリス、護民官、クァエストル経験者、それからこれまで市民冠を授かる等の名誉を得た者を登録した。元老院議員の名簿が完成するとすぐに辞職し、リクトルの任を解き、人々に交じって帰宅しようとしたが、群衆が彼の家まで送ったという。このとき177名が新たに登録されたと考えられている
ブテオは恐らく紀元前220年頃からプリンケプス・セナトゥス（元老院第一人者）に指名されていたと考えられている。紀元前209年にクィントゥス・ファビウス・マクシムスが第一人者に指名されているが、このときのケンソルの一人マルクス・コルネリウス・ケテグスは、現存する中で最初にケンソルを経験した者を指名するのが伝統で、その場合ティトゥス・マンリウス・トルクァトゥスであると述べており、この頃にはブテオは死去していたと思われる。

## 参考資料
- ガイウス・プリニウス・セクンドゥス『博物誌』
- エウセビオス『年代記』
- ヒエロニムス『年代記』
- カピトリヌスのファスティ
- T. R. S. Broughton (1951, 1986). The Magistrates of the Roman Republic Vol.1. American Philological Association
- T. R. S. Broughton (1952). The Magistrates of the Roman Republic Vol.2. American Philological Association
- 安井萌『史学雑誌,第105編 第6号、共和政ローマの「ノビリタス支配」－その実態理解のための一試論－』山川出版社、1996年。